# كواينتانا دي لا سيرينا
بلدية كواينتانا دي لا سيرينا (بالإسبانية: Quintana de la Serena)‏, هي إحدى بلديات مقاطعة بطليوس, التي تقع في منطقة إكستريمادورا, والتي تقع في غرب إسبانيا.
يبلغ عدد سكانها 5.150 نسمة وفقاً لإحصائية سنة (2002).